# Souboj pohlaví (teorie her)
V teorii her je souboj pohlaví či bitva pohlaví označení pro řešení situace (strategickou hru), kde každý z hráčů, kterých může být 2 a více, sleduje svůj zájem, který ale není v rozporu se zájmy protihráčů (hra s nenulovým součtem). Účastníci hry volí svůj tah všichni současně, nemohou se domlouvat (nekooperativní hra). Zájmem hráčů je zvolit stejnou možnost (koordinační hra). V této hře je předpokladem, že se hráči chovají racionálně. To znamená, že si vybírají ty možnosti, které jim přinesou největší užitek.
Tato hra bývá obvykle vyjádřena v normální formě a jsou pro ni zavedeny i jiné názvy: český Manželský spor, anebo anglické Battle of Sexes, Bach or Stravinsky nebo zkráceně BoS.

## Legenda
K názvu souboj (bitva) pohlaví, případně Bach or Stravinsky, se pro snadnější zapamatování pojí obdoby následujícího příběhu:
Manželský pár má jako večerní plán návštěvu koncertu. Nemohou se však dohodnout, zda půjdou na koncert Bacha nebo Stravinského. Muž má raději Bacha, žena Stravinského, ale oba chtějí určitě večer strávit společně. Jak si každý cení té které situace je znázorněno v matici zisků po pravé straně. Pokud jeden z manželů jde na koncert svého oblíbence, jeho zisk je 2. Pokud jde na jiný koncert, jeho zisk je 1, pokud ovšem bez svého partnera - pak je jeho zisk je 0. Modře jsou označeny možnosti a zisky muže, červeně možnosti a zisky ženy.
Pokud oba zvolí rozdílnou možnost (Bach, Stravinskij) nebo (Stravinskij, Bach), tak si večer neužijí, protože nebudou spolu a zisk obou bude roven nule.
Pokud oba zvolí stejnou možnost (Bach, Bach) nebo (Stravinskij, Stravinskij), užijí si večer oba dva, zisk obou je větší než nula. Zisk obdivovatele vybraného skladatele ale bude o 1 větší.

## Strategická hra s čistými strategiemi
Aby se jednalo o strategickou hru s čistými strategiemi, musí být splněny následující podmínky:
- Existuje množina obsahující konečný počet hráčů
- Každý z hráčů má přidělenou neprázdnou množinu akcí
- Každý z hráčů má přidělené preference

V použitém příkladu Bitvy pohlaví jsou 2 hráči {muž, žena} a oba mají přidělené 2 akce {Bach, Stravinskij}. Všechny množiny možných akcí hráčů jsou konečné, jedná se tedy o konečnou hru.
Preference muže: (Bach, Bach) ≥ (Stravinskij, Stravinskij) ≥ (Bach, Stravinskij) = (Stravinskij, Bach)
Preference ženy: (Stravinskij, Stravinskij) ≥ (Bach, Bach) ≥ (Bach, Stravinskij) = (Stravinskij, Bach)
Tedy muž preferuje situaci, kdy jdou oba na Bacha, o něco méně si cení situace, kdy jdou oba na Stravinského a nejméně si cení situace, kdy jde každý na jiný koncert.
Žena si nejvíce cení situace, kdy jdou oba na Stravinského, méně si cení společné návštěvy koncertu Bacha a nejméně si cení situace, kdy se každý rozhodne pro jiný koncert.
Preference her 2 hráčů mohou být vyjádřeny maticí zisků.
Tyto hry jsou v literatuře označovány i jako strategické hry s ordinálními preferencemi.

## Nashova rovnováha
V Bitvě pohlaví dvou hráčů jsou 2 Nashovy rovnováhy pro čisté strategie: (B, B) a (S, S) a jedna Nashova rovnováha v smíšených strategiích {(2/3, 1/3), (1/3, 2/3)}.

### Nashova rovnováha pro čisté strategie
Používá se také termín Nashova rovnováha s ordinálními preferencemi. Postup pro nalezení Nashovy rovnováhy pro čisté strategie: Hledáme vždy nejlepší odpověď hráče na určitou strategii protihráče. Na pořadí kroků 1 až 4 nezáleží.
1. Pokud žena volí Bacha, je pro muže ideální zvolit Bacha, kde má zisk 2. Označíme hvězdičkou. Kdyby zvolil Stravinského, jeho zisk by byla 0. Volíme z levého modrého sloupce.
2. Pokud žena volí Stravinského, je pro muže ideální zvolit také Stravinského, kde má zisk 1, který je větší než 0 u Bacha. Volbu Stravinského u muže označíme hvězdičkou. Volíme z pravého modrého sloupce.
3. Pokud muž volí Bacha, u ženy označíme volbu Bach (1), kde je větší zisk než u Stravinského (0). Volíme z prvního červeného řádku.
4. Pokud muž volí Stravinského, u ženy označíme hvězdičkou Stravinského (2), kde je zisk větší než u Bacha (0). Volíme z druhého červeného řádku.
5. Nashovy rovnováhy se nalézají tam, kde je hvězdička jak u volby muže, tak u volby ženy. Jsou to situace, při kterých se ani jednomu z hráčů nevyplatí změnit svou volbu.
  - Pokud jsme v situaci (Bach, Bach), tak muž by změnou na Stravinského šel o řádek níž ze zisku 2 na zisk 0 a obdobně žena by v této situaci přešla na zisk 0 ze svého zisku 1 u Bacha posunem o sloupec doprava.
  - V situaci (Stravinskij, Stravinskij) by muž posunem o řádek nahoru přešel ze zisku 1 na zisk 0 a žena ze zisku 2, přechodem o sloupec vlevo, na zisk 0.

### Nashova rovnováha ve smíšených strategiích
Strategická hra může mít smíšené strategie. Ty se určují u strategických her s von Neumann-Morgensternovými preferencemi. U těchto her, oproti strategickým hrám s čistými strategiemi je každé akci každého hráče přidělena pravděpodobnost, se kterou ji hraje. Součet pravděpodobností strategií hráče je roven jedné. Každá konečná strategická hra má Nashovu rovnováhu ve smíšených strategiích.
Pro muže označíme pravděpodobnost zahrání volby Bach p, pro volbu Stravinskij zbývá pravděpodobnost 1 − p.
U ženy označíme pravděpodobnost zahrání volby Bach q a pravděpodobnost zahrání Stravinského 1 − q.
Postup výpočtu Nashovy rovnováhy se smíšenými strategiemi:

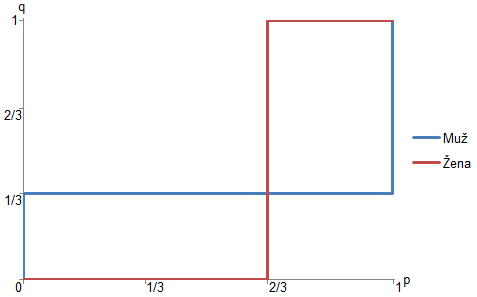
Obrázek 1: Reakční křivky 2 hráčů bitvy pohlaví

Pravděpodobnost, že žena zahraje možnost Bach:
2 · q + 0 · (1 − q) = 0 · q + 1 · (1 − q)

2q = 1 − q

q = 1/3
Pravděpodobnost, že muž zahraje možnost Bach:
1 · p + 0 · (1 − p) = 0 · p + 2 · (1 − p)

p = 2 − 2p

p = 2/3
Nashova rovnováha ve smíšených strategiích = {(p, 1 − p), (q, 1 − q)} = {(2/3, 1/3), (1/3, 2/3)}
Z výsledných pravděpodobností je možno vytvořit reakční funkce (v angličtině best response function), zakreslit je do grafu a Nashovy rovnováhy jsou poté znázorněny průsečíky všech funkcí v grafu.
Bod [0, 0] na obrázku 1 znázorňuje situaci, kdy oba hráči volí Stravinského (p = 0 a q = 0), bod [1, 1] je situace, kdy oba volí Bacha. Tyto 2 body jsou Nashovými rovnováhami v čistých strategiích. Průsečík v bodu [2/3, 1/3] je Nashovou rovnováhou ve smíšených strategiích.

## Lineární transformace
Matici zisků bitvy pohlaví libovolného hráče můžeme lineárně transformovat, aniž bychom změnili jeho preference. Nezmění se ani Nashovy rovnováhy čistých i smíšených preferencí. Můžeme ke všem prvkům matice hráče přičíst konstantu, nebo je vynásobit nenulovým číslem a výsledky hry zůstanou stále stejné.
Př.: Matici zisků muže vynásobíme číslem 2 a matici zisků ženy o 2 zvětšíme. Výsledná matice je vpravo:

## Dominace
V uvedeném případu bitvy pohlaví dvou hráčů není žádná strategie ani slabě ani silně, dominována. Dominovaná strategie je taková, která hráči v každé situaci přináší menší zisk, než jiná, která ji dominuje.
Pokud by ve hře dominovaná strategie byla, bylo by možné ji ze hry vypustit a výsledná hra by už nebyla bitvou pohlaví.

## Další příklady hry ze života
O hru typu bitva pohlaví půjde vždy, když bude pro hráče žádoucí provést shodnou volbu, která je ale výhodnější pro jednoho z nich. Svou volbu provádí současně, anebo za situace, kdy neví, jakou volbu provedl protihráč.
Může to být vzájemné vyhnutí se ve dveřích, kdy oba získají, tj. projdou dveřmi, když uhnou na stejnou stranu (ze svého pohledu). Oba uhnou doprava, nebo oba uhnou doleva. Pokud jeden uhne vlevo a druhý vpravo, tak se ve dveřích srazí.
Může jít o situaci, kdy se chce zamilovaný chlapec „náhodou“ setkat se svou vyvolenou, ale neví, zda ona vyrazí do cukrárny nebo na pláž. Ona by raději do cukrárny, ale ví, že on raději chodí na pláž. Podobně on ví, že ona má raději cukrárnu než pláž. Když každý vyrazí jinam, tak se nesetkají a budou mít pokažené odpoledne. Oba se chtějí bavit společně, jen neví, jakou volbu zvolí ten druhý.
Bitva pohlaví je podobná koordinační hře. Vzájemně se liší tím, že v koordinační hře jsou zisky hráčů u shodných voleb sobě rovny.